# Gulvingat hedfly
Gulvingat hedfly, Lasionycta secedens är en fjärilsart som först beskrevs av Francis Walker 1858. Enligt Catalogue of Life är det vetenskapliga namnet istället Anartomima bohemani, beskriven med det namnet av Otto Staudinger 1861. Gulvingat hedfly ingår i släktet Lasionycta, och familjen nattflyn, Noctuidae. Arten har väletablerade populationer i norra delarna av både Sverige och Finland även om förekomsten är sällsynt. Förekomsten i Sverige är klassad som livskraftig, (LC), i Finland har förekomsten inte fått någon klassning. Inga underarter finns listade i Catalogue of Life.